# John Ernest Adamson
John Ernest Adamson (11 de enero de 1867-25 de abril de 1950) fue un pedagogo inglés. Fue director de educación en Transvaal, la actual Sudáfrica, de 1905 a 1924 y desempeñó un papel importante en el desarrollo del sistema educativo de ese territorio.
Adamson nació en Yorkshire. Recibió una escolarización normal para la época y se formó como profesor. Cuando era joven, trabajó en escuelas de formación de profesores y realizó estudios de nivel universitario. En 1902 se trasladó a la recién creada Colonia de Transvaal para dirigir una escuela de formación de profesores.
Durante el período de Adamson como responsable de la educación en Transvaal, se le consideró comprensivo con el sector de la población de ascendencia holandesa, un grupo que tenía una relación incómoda con Gran Bretaña, y trabajó para integrarlos en el sistema escolar. Hizo menos esfuerzos por adaptar a los pueblos indígenas y sus puntos de vista sobre la educación de los mismos eran contradictorios. Estableció la educación obligatoria para los niños blancos en 1916. Adamson también ocupó varios puestos académicos y recibió dos honores.

## Biografía
John Ernest Adamson nació el 11 de enero de 1867 en Westgate Common, Wakefield, Yorkshire, Inglaterra. Sus padres eran Tom Adamson, un instalador de motores, y su esposa Eliza, de soltera Stokoe. Recibió su educación inicial en la escuela primaria St Michael's de su ciudad natal. De 1889 a 1891, Adamson se formó como profesor en St Mark's College en Chelsea y trabajó en el personal de la universidad. A partir de 1891 enseñó enseñanza en el South Wales Training College en Carmarthen. Continuó estudiando, obteniendo una Licenciatura en Artes en la Universidad de Londres en 1894 y una Maestría en Filosofía en 1901. El 23 de abril de 1897, Adamson se casó con Gwendolyn Mary Howell Thomas de Carmarthen. No tuvieron hijos.
En 1902 Adamson se trasladó a la colonia de Transvaal. Desempeñaría un papel importante en el desarrollo del sistema educativo de Transvaal en el período posterior a la segunda guerra bóer. Por recomendación de Michael Sadlier, fue nombrado director del Colegio Normal de Pretoria, que proporcionaría profesores para el nuevo territorio. De 1905 a 1924 se desempeñó como Director de Educación de Transvaal trabajando bajo varios gobiernos.
Adamson estuvo muy involucrado en todos los aspectos de la educación durante su período en el cargo. Adamson intentó utilizar el sistema educativo para ayudar a la reconstrucción de una sociedad devastada por la guerra. Formó parte de un movimiento más amplio que consideraba que la educación era útil para este tipo de fines sociales. Adamson fue considerado muy empático con los de ascendencia holandesa sólo unos años después de que Gran Bretaña estuviera en guerra con ellos. El hecho de que aprendió neerlandés y afrikáans le ayudó a negociar con los antiguos enemigos de su país en una situación política tensa. Se ocupó de cuestiones de religión y lengua para crear un sistema educativo que pudiera atender a toda la población blanca. Su obituario en The Times decía que la prioridad de Adamson era llevar a los niños a las escuelas y que estaba dispuesto a hacer concesiones en cuestiones culturales para lograrlo. En ese momento recibió algunas críticas de quienes lo consideraban demasiado comprensivo con los neerlandeses.
Adamson llegó a un acuerdo por el que las «escuelas nacionales cristianas», que habían sido creadas por la parte neerlandesa de la población como alternativa a las escuelas controladas por el gobierno, volverían a unirse al sistema estatal. Contribuyó a la Ley de Educación de Transvaal de 1907, que creó un nuevo sistema educativo destinado a equilibrar los intereses de los sectores británico y neerlandés de la población. Su éxito más significativo fue el establecimiento de la educación obligatoria para niños blancos de entre 7 y 15 años en 1916. Su entrada en el Diccionario Oxford de biografía nacional lo critica por descuidar las necesidades de la población indígena (no blanca). Abogó por una política de «proceder con cautela» en la educación de este grupo, tema que era muy debatido en aquel momento, aunque comentó en 1920 que «ni por parte de los misioneros ni por parte del Gobierno se reconoce y acepta como debe ser la responsabilidad hacia la educación nativa». Se retiró de su cargo en 1924 tras la derrota electoral del Partido Sudafricano.
Adamson escribió varios libros, artículos y otros textos. Su obra más importante fue The Individual and the Environment: some Aspects of the Theory of Education as Adjustment (1921), por la que recibió una Licenciatura en Letras de la Universidad de Londres. Según su entrada del Diccionario Oxford de biografía nacional, es un «resumen bastante denso de la filosofía educativa británica contemporánea» y bastante abstracto en su discusión sobre la educación con pocos comentarios sobre su trabajo en Transvaal. Adamson se convirtió en CMG en 1923 y fue nombrado caballero en 1924. Fue miembro del consejo de la Universidad del Cabo de Buena Esperanza de 1906 a 1917 y de la Universidad de Sudáfrica de 1918 a 1924. De 1924 a 1926 también fue rector de la Segunda Universidad. Fue profesor y director de la Universidad de Rhodes de 1924 a 1930. En 1935 se hizo cargo brevemente de la enseñanza de Percy Nunn en el Instituto de Educación de Londres.
Adamson presidió dos comités gubernamentales en la Unión Sudafricana hacia el final de su vida, uno sobre educación superior y otro sobre el uso del idioma en el sistema educativo. En su tiempo libre le gustaba tocar música y golf. Murió el 25 de abril de 1950 en Muizenberg, cerca de Ciudad del Cabo, Sudáfrica. Su obituario en The Times lo describe como una persona reflexiva y relativamente introvertida, pero también alguien muy querido por quienes lo conocieron. La mayor parte de la información disponible sobre su vida proviene de una biografía escrita en 1951 por G. P. van Rooyen, que lo elogiaba por su simpatía por los afrikáner y su papel en el desarrollo de la educación.